# 마칸데갈라고
마칸데갈라고(Sciurocheirus makandensis)는 갈라고과에 속하는 영장류의 하나이다. 오구우에 강 가봉 중부 지역 남쪽의 좁은 지역에서만 발견된다. 중형 크기의 갈라고이다. 귀가 아주 크다. 자연 서식지는 수관을 가진 일차림이다. 잡식성 동물로 과일과 무척추동물을 모두 먹는다. 아주 최근에 기술되어 아직 보전 등급이 없다.